# Lucanus (zoologia)
Lucanus Scopoli, 1763 è un genere di insetti coleotteri, appartenenti alla famiglia dei Lucanidi (sottofamiglia Lucaninae), diffuso nell'emisfero boreale. Sono comunemente conosciuti come cervi volanti.

## Descrizione

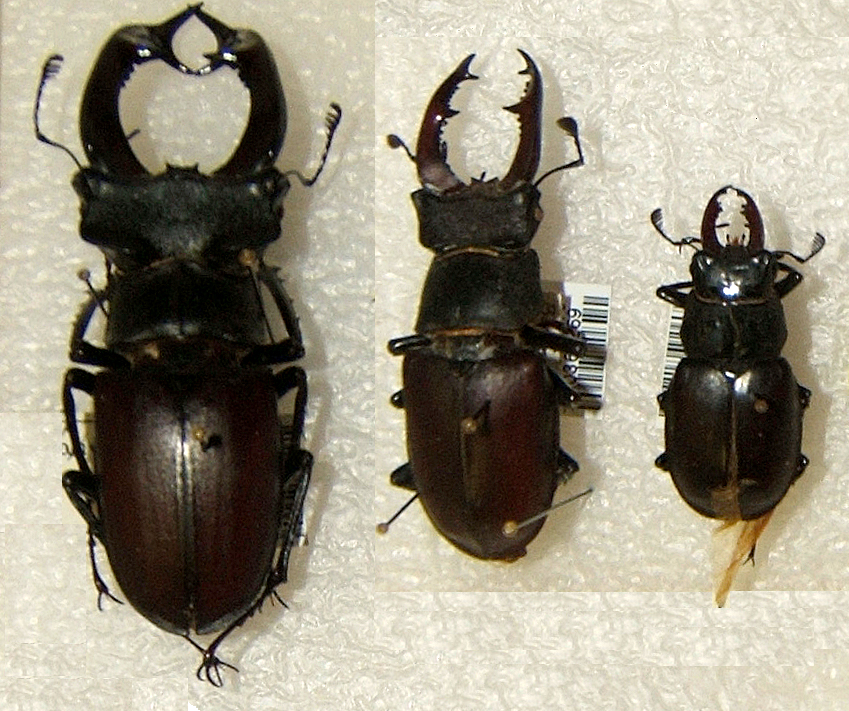
Lucanus cervus maschi di differenti dimensioni

Si tratta di insetti di dimensioni medio-grandi che vanno dai 23–34 mm di Lucanus gamunus ai 100 mm di Lucanus cervus abkesianus
Il dimorfismo sessuale è in questo genere estremo, con maschi spesso enormi rispetto alle femmine.
Le differenze di dimensioni sono molto frequenti anche tra i diversi maschi, e comunemente si trovano contemporaneamente nelle stesse località individui molto grandi detti forme Telodonti, individui di dimensioni medie detti forme Mesodonti e Anfiodonti ed individui di dimensioni paragonabili a quelle delle femmine detti forme Prionodonti. Lo sviluppo e la forma delle mandibole è direttamente correlato alle dimensioni dell'individuo. Le mandibole vengono utilizzate per i combattimenti durante il periodo riproduttivo, i maschi le usano per ribaltare l'avversario e quindi vincere l'opportunità di riprodursi.
Il capo presenta una piccola espansione laterale chiamata canthus che si addentra anteriormente all'occhio, questo canthus è più sviluppato nelle femmine che nei maschi.
Le antenne sono genicolate portano all'apice una clava antennale formata da un numero variabile di articoli.
Le ali posteriori sono sempre ben sviluppate e nascoste, quando sono in riposo, da quelle anteriori trasformate in elitre. Entrambi i sessi sono ottimi volatori.
Il colore di questi animali è in genere castano o nerastro, spesso con differenti tonalità tra addome, protorace e mandibole, ma alcune specie asiatiche hanno tonalità più accese con elitre di colore arancio o bruno chiaro. Le femmine hanno in genere un colorito più scuro rispetto ai maschi.
Le larve sono di colore bianco, con capo marrone e presentano mandibole ben sviluppate.

## Biologia

ciclo biologico dei Lucanus

Nel periodo estivo-autunnale le femmine depongono a una certa profondità nel terreno le uova, in genere vicino ad alberi in deperimento.
Le larve di questi insetti si sviluppano nutrendosi di radici di alberi e di materiale organico in decomposizione, come legno e foglie putrescenti.
A volte si possono ritrovare alcune larve anche all'interno di ceppaie in decomposizione.
La larva attraversa tre stadi larvali che possono durare anche parecchi anni, alla fine dell'ultimo stadio si impupa in una cella pupale creata comprimendo il terreno intorno alla larva.
All'interno di questa cella pupale avviene la metamorfosi che porterà all'adulto, questo già formato in autunno uscirà dalla celletta solo in primavera.
Gli adulti si nutrono di sostanze liquide zuccherine come nettare o linfa, ma anche di frutta matura.
La vita da immagine dura relativamente poco, i maschi già dopo poche settimane muoiono, mentre le femmine a volte sopravvivono fino all'autunno inoltrato.

## Distribuzione e habitat
Questo genere è diffuso in tutto l'emisfero boreale, in modo particolare in Europa e Asia con 59 specie, nella Regione Neartica sono presenti 4 specie diffuse dal Canada al nord del Messico

## Tassonomia
Il genere è suddiviso in due sottogeneri Lucanus e Pseudolucanus quest'ultimo è trattato da alcuni autori come un genere separato.
Di seguito alcune delle specie:
Sottogenere Lucanus Scopoli, 1763
- Lucanus cervus (Linnaeus,1758)
- Lucanus elaphus Fabricius,1775
- Lucanus formosanus Planet, 1899
- Lucanus gamunus Sawada & Watanabe, 1960
- Lucanus hermani DeLisle, 1973
- Lucanus maculifemoratus Motschulsky, 1861
- Lucanus swinhoei Parry, 1874
- Lucanus tetraodon Thunberg, 1806

Sottogenere Pseudolucanus Hope & Westwood, 1845
- Lucanus barbarossa Fabricius,1801
- Lucanus capreolus (Linnaeus, 1763)
- Lucanus gracilis Albers,1889
- Lucanus ibericus Motschulsky, 1845
- Lucanus mazama (LeConte, 1861)
- Lucanus placidus Say, 1825

In Italia sono presenti solo due specie:
- Lucanus cervus al nord e al centro
- Lucanus tetraodon al sud e nelle isole

### Alcune specie

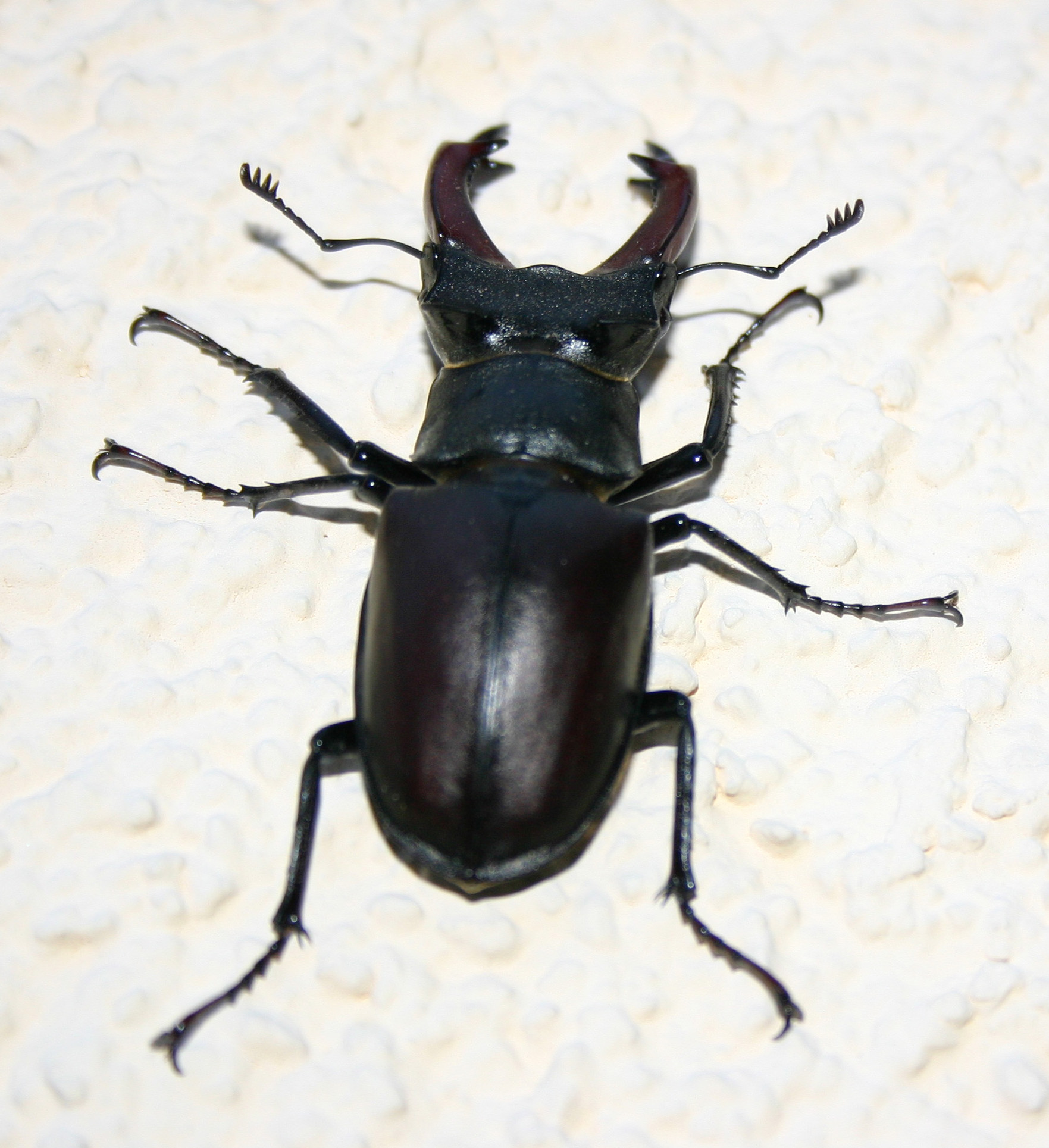
Lucanus cervus Maschio
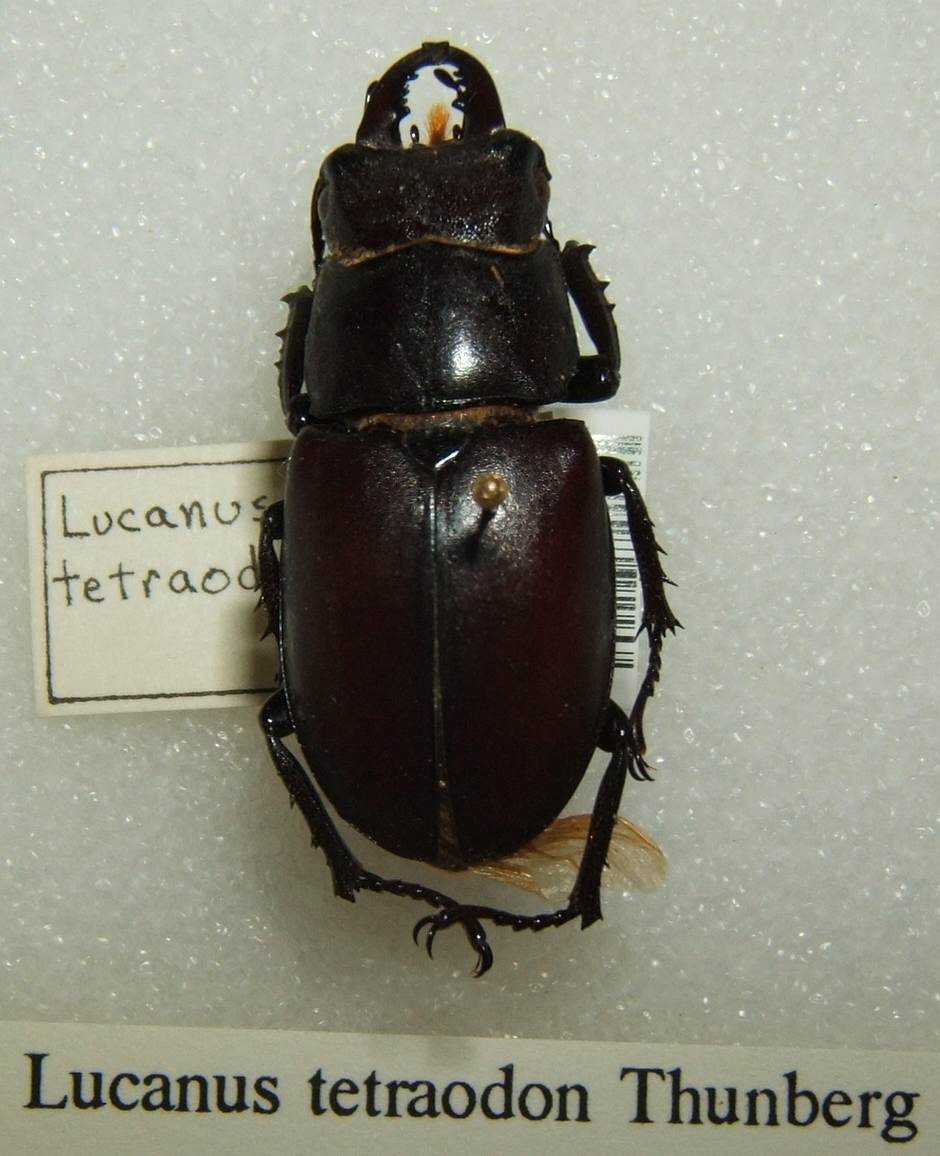
Lucanus tetraodon
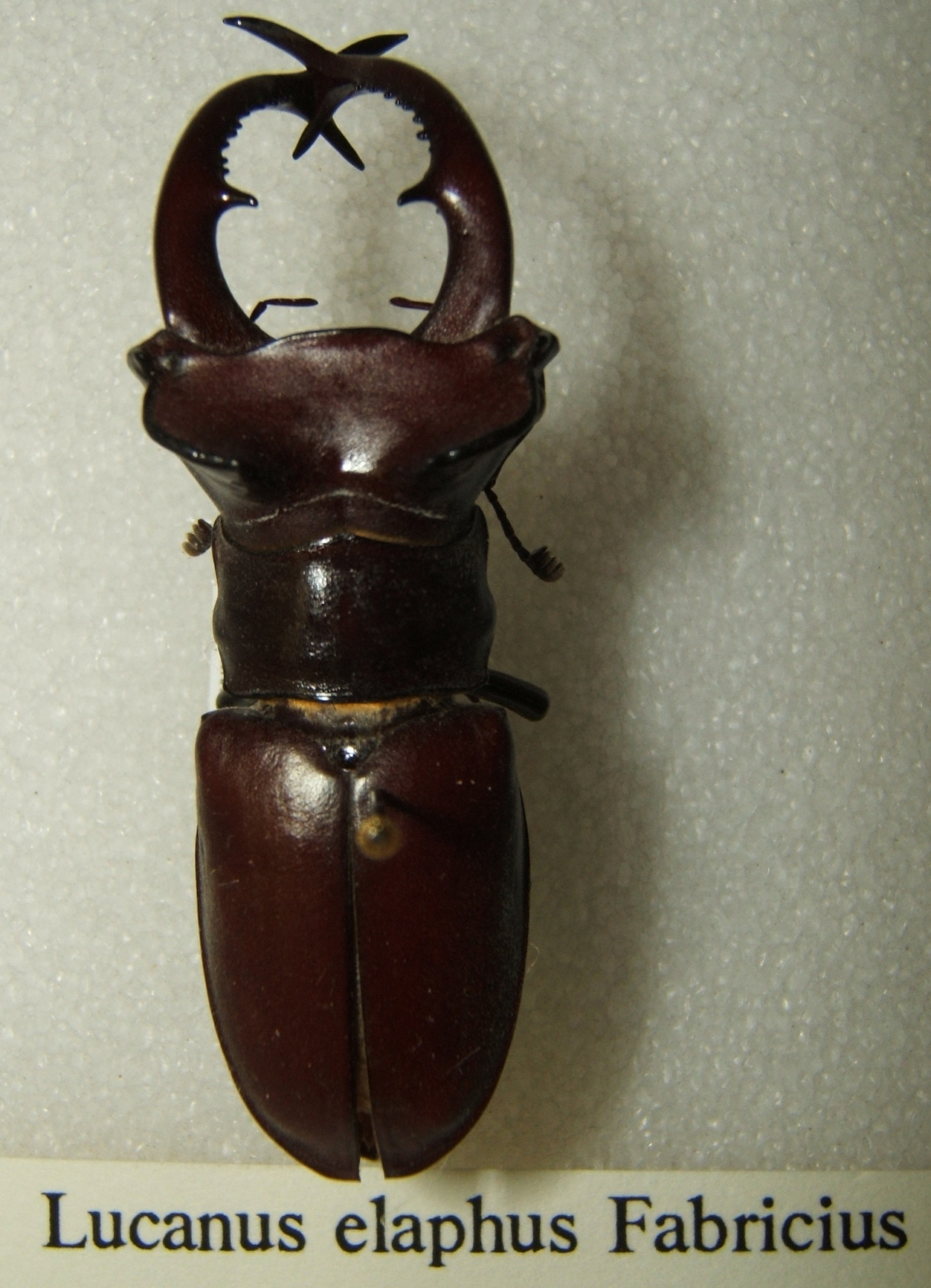
Lucanus elaphus
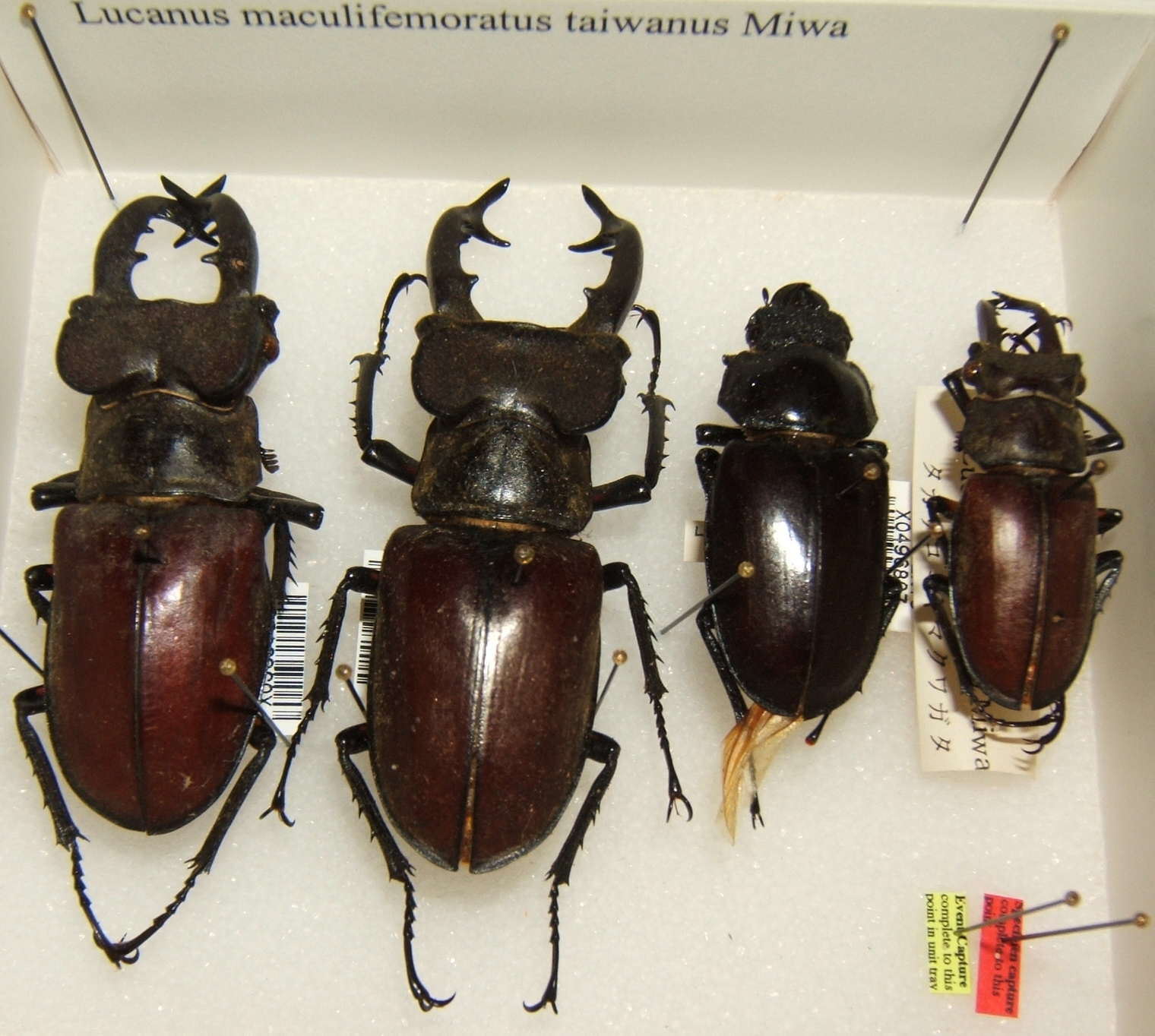
Lucanus maculifemoratus taiwanus
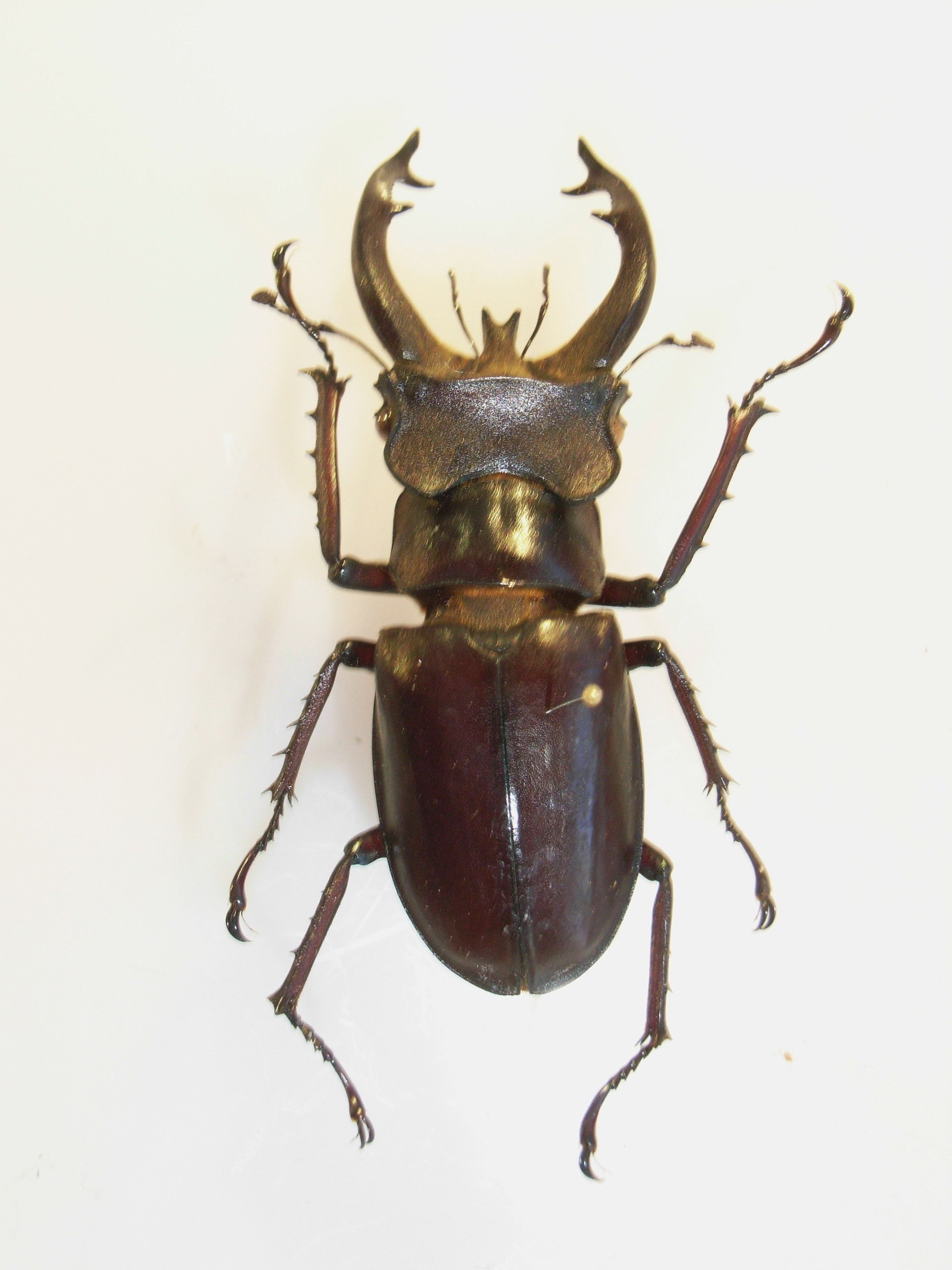
Lucanus fryi
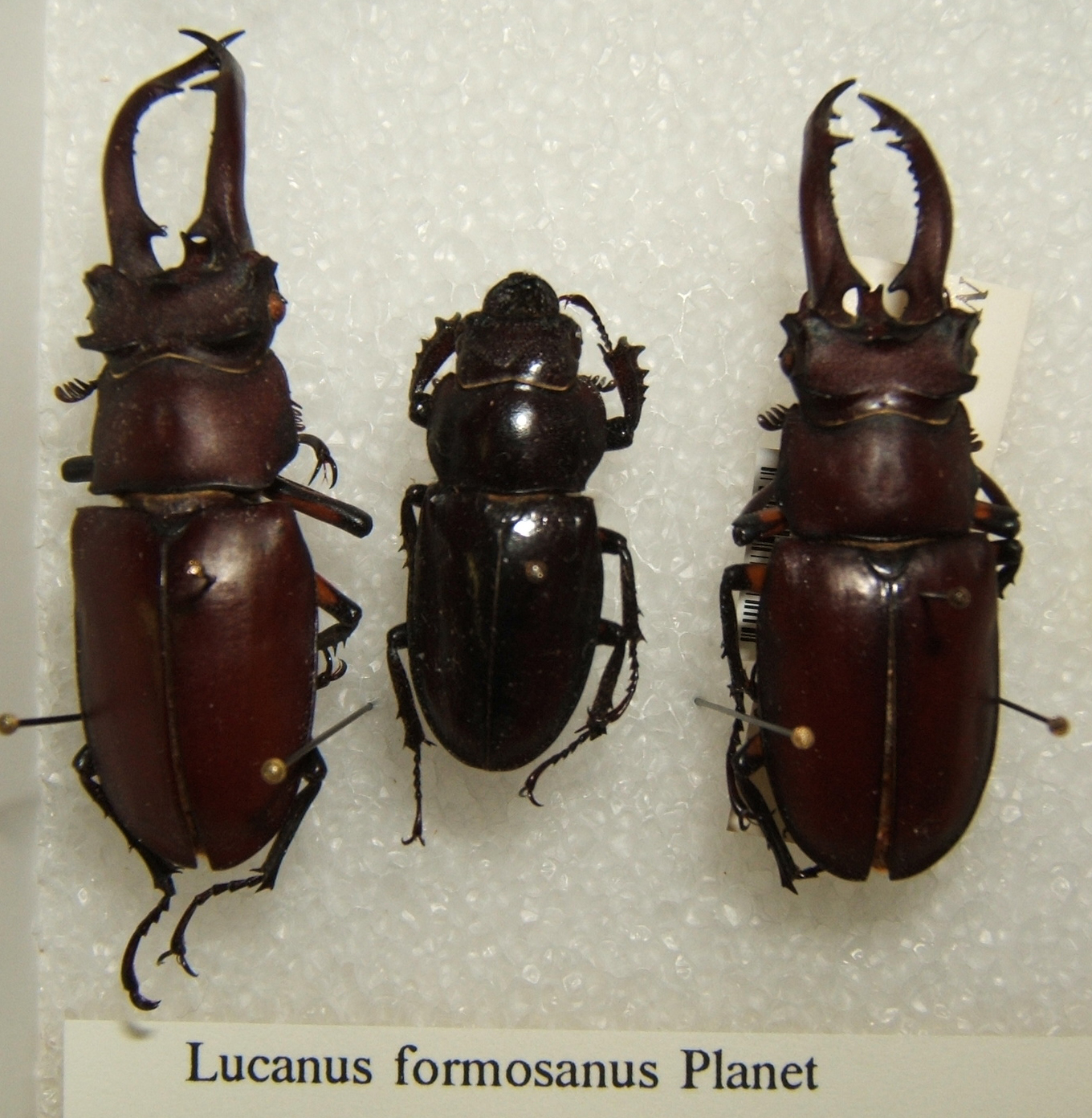
Lucanus formosanus
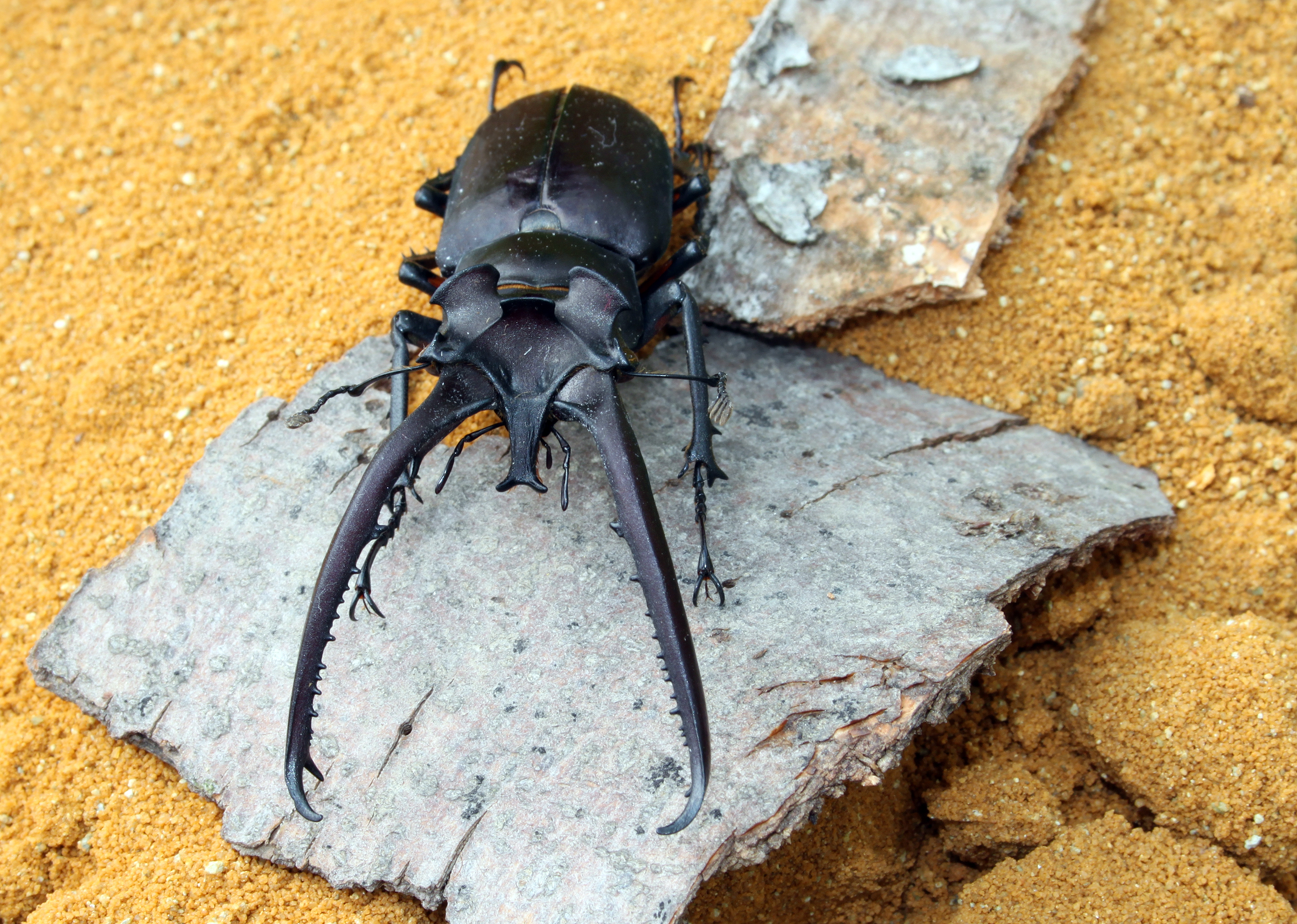
Lucanus hermani
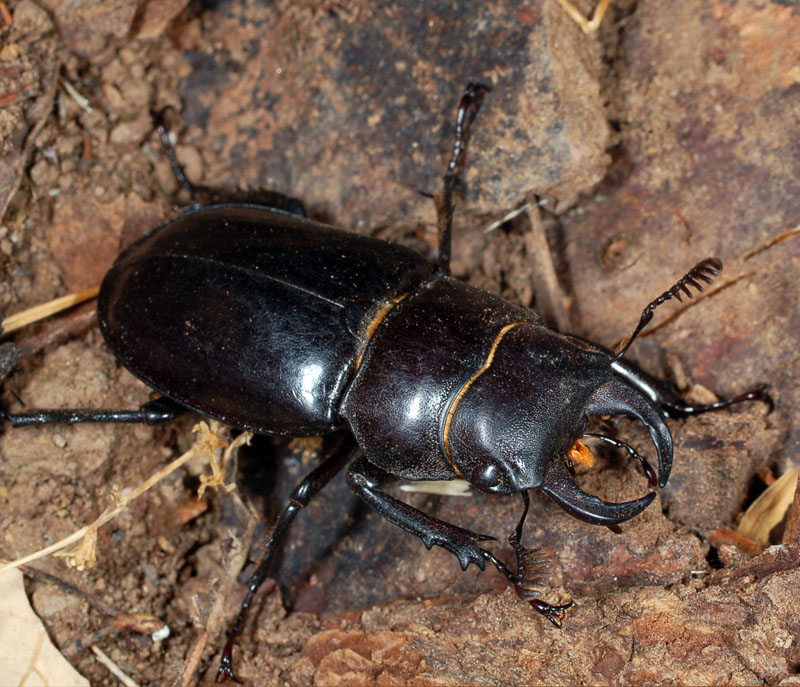
Lucanus (Pseudolucanus) barbarossa
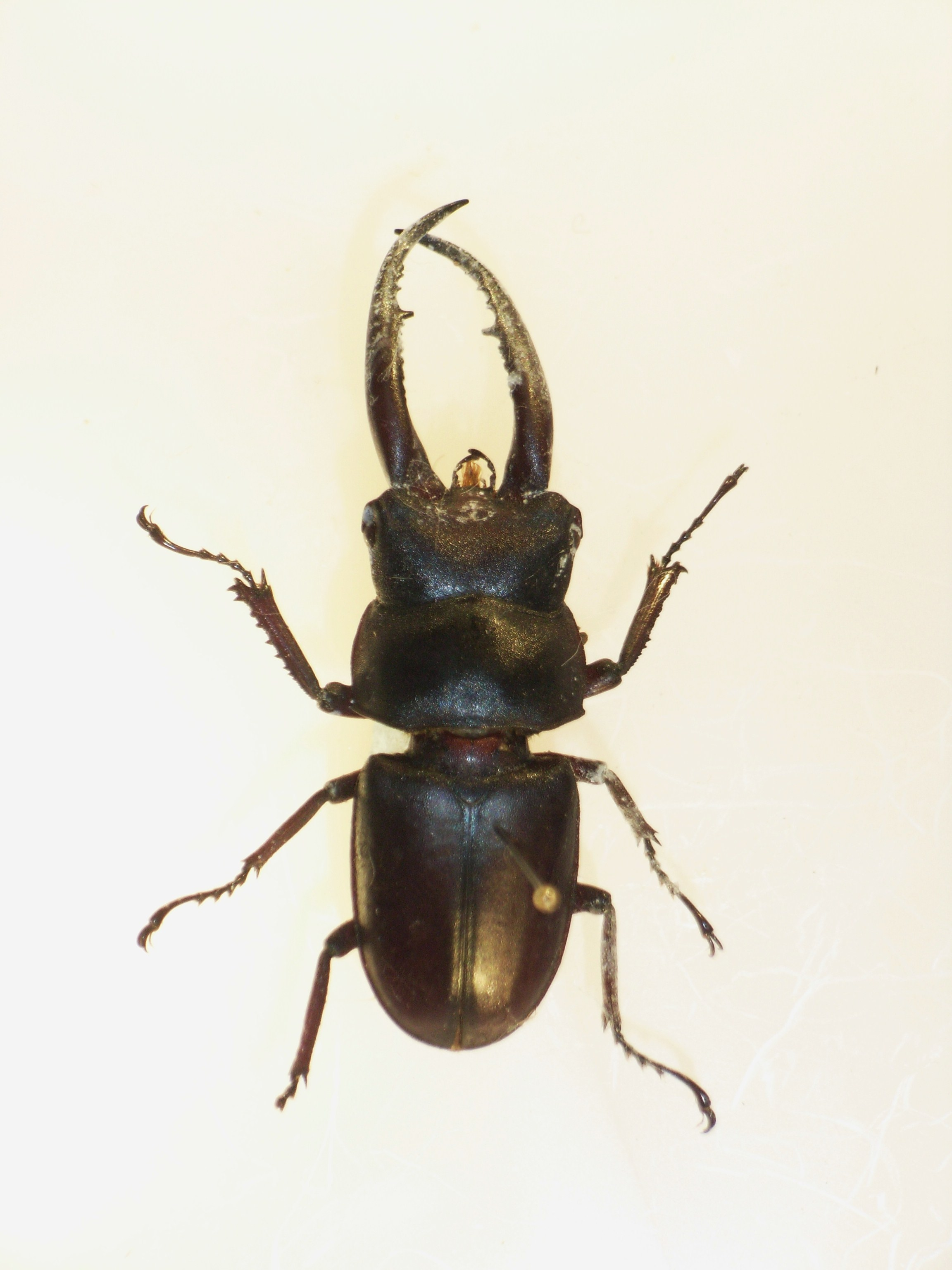
Lucanus (Pseudolucanus) gracilis